# Rezystancja termiczna
Rezystancja termiczna – wielkość fizyczna reprezentująca opór, jaki stawia dana materia przenoszeniu ciepła (energii cieplnej) pomiędzy dwoma punktami. Jest to wielkość addytywna. Wielkość ta jest istotna w układach elektronicznych, w których kluczową sprawą jest odprowadzanie ciepła, aby elementy się nie przegrzewały.
Rezystancję termiczną ciała określa się jako iloraz różnicy temperatur pomiędzy dwoma punktami i mocy, która wywołała tę różnicę temperatur:
{\displaystyle R_{th}=\left[\mathrm {\frac {^{\circ }C}{W}} \right].}
Gdy styka się ze sobą kilka elementów przewodzących ciepło, zachowują się analogicznie, jak zwykłe oporniki, a więc mogą sumować się ich rezystancje termiczne, jak przy łączeniu szeregowym lub odwrotności ich rezystancji termicznych, jak przy łączeniu równoległym.

## Przykład
Mamy opornik, na którym wydziela się 5 watów mocy na skutek przepływu prądu. Obudowa opornika ma rezystancję termiczną z powietrzem o wartości {\displaystyle 50\ \mathrm {\frac {^{\circ }C}{W}} ,} czyli każdy wat wydzielanej mocy obudowa spowoduje różnicę temperatury równą {\displaystyle 50\ ^{\circ }\mathrm {C} .} Różnica pomiędzy temperaturą powietrza a wnętrzem opornika wyniesie odpowiednio:
{\displaystyle \Delta T=R_{th}\cdot P.}
Podstawiając wartości, otrzymujemy:
{\displaystyle \Delta T=\mathrm {50\ {\frac {^{\circ }C}{W}}\cdot 5\ W=250\ ^{\circ }C} .}
Jeżeli przyjmiemy temperaturę otoczenia równą {\displaystyle 25\ ^{\circ }\mathrm {C} ,} temperatura wnętrza naszego rezystora będzie większa o {\displaystyle \Delta T,} czyli ostatecznie wyniesie {\displaystyle 275\ ^{\circ }\mathrm {C} .} Tak wysoka temperatura prawdopodobnie zniszczyłaby większość elementów elektronicznych. Aby tego uniknąć stosuje się tzw. radiatory. Rezystancja termiczna pomiędzy radiatorem a elementem chłodzonym jest bardzo mała (zwykle rzędu {\displaystyle 0{,}1-1{,}0\ ^{\circ }\mathrm {C/W} }), podobnie jak rezystancja termiczna pomiędzy radiatorem a powietrzem, która jest zwykle wielokrotnie niższa niż pierwotna rezystancja termiczna obudowy elementu z powietrzem (typowe wartości to {\displaystyle 2-20\ ^{\circ }\mathrm {C/W} }).
Załóżmy więc, że zastosujemy połączenie naszego opornika z radiatorem o rezystancji termicznej równej {\displaystyle 12\ ^{\circ }\mathrm {C/W} ,} a na połączeniu będzie dodatkowo rezystancja o wartości {\displaystyle 0{,}5\ ^{\circ }\mathrm {C/W} .}
Rezystancja termiczna całego toru przenoszenia temperatury wyniesie:
{\displaystyle R_{th}=12\ \mathrm {{\frac {^{\circ }C}{W}}+0{,}5\ {\frac {^{\circ }C}{W}}=12{,}5\ {\frac {^{\circ }C}{W}}} .}
Różnica temperatury, podstawiając do wcześniejszego wzoru, wyniesie:
{\displaystyle \Delta T=12{,}5\ \mathrm {{\frac {^{\circ }C}{W}}\cdot 5\ W=62{,}5\ ^{\circ }C} }
Zakładając temperaturę otoczenia równą {\displaystyle 25\ ^{\circ }\mathrm {C} ,} temperatura opornika wyniesie {\displaystyle 87{,}5\ ^{\circ }\mathrm {C} ,} co dla tego typu elementu jest temperaturą całkowicie bezpieczną.
Zwykle elementy elektroniczne zawierają w swojej dokumentacji jeszcze rezystancję termiczną pomiędzy strukturą elementu i obudową. Dobrym przykładem jest tranzystor, dla którego trzeba jeszcze ją dodać, obliczając wymagany radiator.